# Aéroport de Sachigo Lake
L'aéroport de Sachigo Lake est un aéroport situé en Ontario, au Canada.

## Compagnies desservant l'aéroport
L'unique compagnie aérienne desservant l'aéroport est Bearskin Airlines

## Destinations
- Aéroport de Sioux Lookout
- Aéroport de Round Lake

## Sources
https://www.kinkaa.fr/aeroports/Sachigo-Lake_ZPB